# サザーク駅

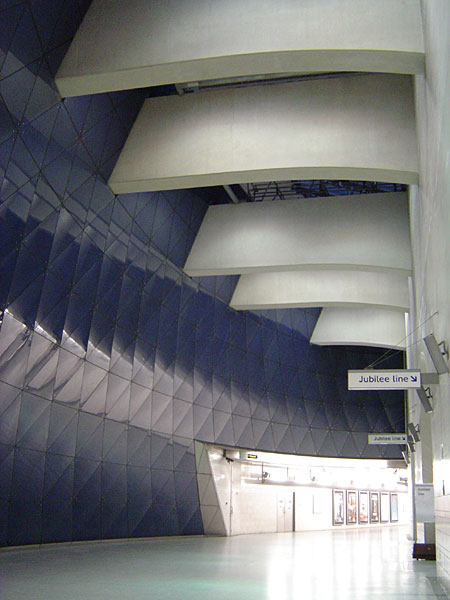
中間コンコース

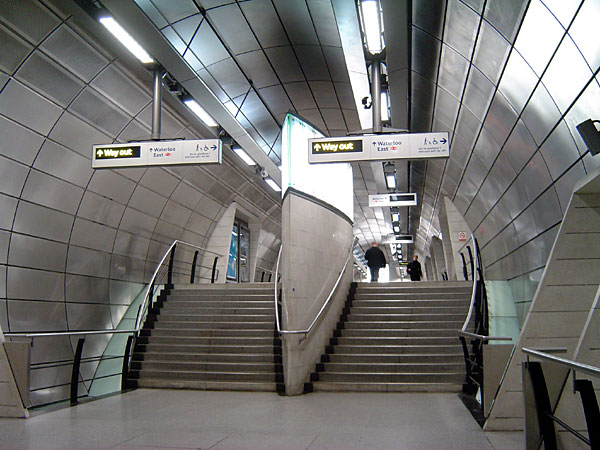
下部コンコース

サザーク駅 (サザークえき、Southwark station) は、ロンドンのサザーク特別区にあるロンドン地下鉄ジュビリー線の駅である。
1999年11月20日にジュビリー線延伸線の駅のひとつとして開業した。そのためロンドン地下鉄で最も新しい駅となっている。
トラベルカード・ゾーン1にある。

## 概要
ロンドン都心部のテムズ川南岸、Blackfriars RoadとThe Cut（通り）の交差点の北西側に位置する地下駅。ナショナル・レールのウォータールー・イースト駅の東側にあり、地下で連絡通路を介して繋がっている。ホームはウォータールー・イースト駅から地上を西方向に走る鉄道線路の地下に、東西に伸びている。
紛らわしいことに、この駅は歴史的なサザーク地区よりもかなり西にある（最寄りはボロ駅）。

## 駅構造
サザーク駅はMacCormac Jamieson PrichardのRichard MacCormacにより設計された。この駅は、地上を走る鉄道のヴィクトリアン鉄道陸橋（Victorian railway viaduct、ウォータールー・イースト駅とロンドン・ブリッジ駅の間にある）の地下にホームが建設されるなど、窮屈な場所に建てられている。このため別々の層（階）に計2つのコンコースを建設せねばならず、重要な技術上および建築上の困難を生じた。
下部コンコースは2つのホームの間にあり、両端が各ホームに繋がっている。下部コンコースは両脇 (each end) がガラスと鉄の「ビーコン（beacon、誘導灯）」により照らされ、内壁はわざと磨かれないままにされたステンレスのパネルで内装された、シンプルなトンネルである。中央にある階段によりトンネルの上半分に上がり、そこから横（南）方向に、狭いチューブ形のエスカレーターのシャフトが1層上の中間コンコースへと向かう。
中間コンコースは駅の中核部分である。それはガラス屋根を持つ高さ16m（52フィート）の空間で、ガラス屋根から地下深くの駅まで日光が届く。長さは40m（131フィート）で、特別にカットされた660個の青いガラスで構成される壮大なガラスの壁で内装されている。これは芸術家Alexander Beleschenkoによりデザインされた。建設以来この壁は延伸線の名高い建築的な特徴のひとつとなり、賛同の批評と多くの賞を獲得している。
駅の建築家Richard MacCormacによると、ここと下層部コンコースの設計は、19世紀プロイセンの建築家カルル・フリードリッヒ・シンケルの設計に着想を得ているという。
中間コンコースの一方の端は駅舎 (The entrance building) に、他方の端はウォータールー・イースト駅に接続している。駅舎は将来的に商業開発（現在はまだ建設されていない）のために駅舎の上のスペースを利用する目的から、低い高さしかない。

## 周辺
- グローブ座
- ヤング・ヴィック・シアター
- オールド・ヴィック・シアター
- テート・モダン